# Stenoonops macabus
Espèce
Stenoonops macabus est une espèce d'araignées aranéomorphes de la famille des Oonopidae.

## Distribution
Cette espèce est endémique de la Jamaïque.

## Description
Le mâle décrit par Platnick et Dupérré en 2010 mesure 1,78 mm.

## Publication originale
- Chickering, 1969 : The genus Stenoonops (Araneae, Oonopidae) in Panama and the West Indies. Breviora, no 339, p. 1-35 (texte intégral).